# Континентальний кубок з легкої атлетики 2014
Континентальний кубок ІААФ 2014 року був проведений 13-14 вересня в Марракеші на однойменному стадіоні.
Змагання вдруге відбулись під назвою «Континентальний кубок ІААФ», відтоді як змінили свою назву з «Кубка світу ІААФ».

## Формат
У змаганні брали участь чотири континентальні збірні - Європи, Америки (обох континентів), Азії-Океанії та Африки, - від кожної з яких в кожній індивідуальній дисципліні брали участь по два представники. Дводенна програма складалася з 40 дисциплін (по 20 серед чоловіків і жінок). Кожна команда мала виставити по два спортсмени в кожній дисципліні, за винятком естафет, де змагались по одній команді. Від однієї країни в кожній дисципліні міг взяти участь один спортсмен. Жоден спортсмен не міг взяти участь одночасно в забігах на 3000 і 5000 метрів.
Учасників команд вибирали за таким принципом:
- Африка: Чемпіонат Африки (Марракеш, 10-14 серпня)
- Америка: за рейтингом
- Азія-Океанія: За рейтингом
- Європа: Чемпіонат Європи (Цюрих, 12-17 серпня)

| Командні очки за місцем                        | Командні очки за місцем | Командні очки за місцем | Командні очки за місцем | Командні очки за місцем | Командні очки за місцем | Командні очки за місцем | Командні очки за місцем | Командні очки за місцем |
| ---------------------------------------------- | ----------------------- | ----------------------- | ----------------------- | ----------------------- | ----------------------- | ----------------------- | ----------------------- | ----------------------- |
| Місце                                          | 1                       | 2                       | 3                       | 4-те                    | 5-те                    | 6-те                    | 7-е                     | 8-е                     |
| Очки                                           | 8                       | 7                       | 6                       | 5                       | 4                       | 3                       | 2                       | 1                       |
| Очки в естафеті – = 15 / = 11 / = 7 / 4-те = 3 |                         |                         |                         |                         |                         |                         |                         |                         |

## Командний залік
| Місце | Команда      | Індивідуальні місця | Індивідуальні місця | Індивідуальні місця | Індивідуальні місця | Індивідуальні місця | Індивідуальні місця | Індивідуальні місця | Індивідуальні місця | Очки  |
| Місце | Команда      | 1                   | 2                   | 3                   | 4-те                | 5-те                | 6-те                | 7-ме                | 8-ме                | Очки  |
| ----- | ------------ | ------------------- | ------------------- | ------------------- | ------------------- | ------------------- | ------------------- | ------------------- | ------------------- | ----- |
| 1     | Європа       | 16                  | 14                  | 16                  | 8                   | 11                  | 5                   | 2                   | 3                   | 447,5 |
| 2     | Америка      | 12                  | 15                  | 10                  | 6                   | 8                   | 5                   | 12                  | 7                   | 390   |
| 3     | Африка       | 11                  | 8                   | 5                   | 11                  | 7                   | 15                  | 13                  | 6                   | 339   |
| 4     | Азія-Океанія | 1                   | 3                   | 9                   | 14                  | 10                  | 11                  | 9                   | 19                  | 257,5 |

## Призери

### Чоловіки
| Дисципліни                | Золото                                                                                    | Золото     | Срібло                                                                                          | Срібло   | Бронза                                                                                   | Бронза      |
| ------------------------- | ----------------------------------------------------------------------------------------- | ---------- | ----------------------------------------------------------------------------------------------- | -------- | ---------------------------------------------------------------------------------------- | ----------- |
| 100 метрів                | Джеймс Дасаолу (GBR) Європа                                                               | 10.03      | Майкл Роджерс (USA) Америка                                                                     | 10.04    | Фемі Огуноде (QAT) Азія-Океанія                                                          | 10.04 PB    |
| 200 метрів                | Алонсо Едвард (PAN) Америка                                                               | 19.98      | Рашид Дваєр (JAM) Америка                                                                       | 19.98 PB | Фемі Огуноде (QAT) Азія-Океанія                                                          | 20.17       |
| 400 метрів                | Лашон Меррітт (USA) Америка                                                               | 44.40      | Айзек Маквала (BWA) Африка                                                                      | 44.84    | Юсеф Ахмед Мазрахі (KSA) Азія-Океанія                                                    | 45.03       |
| 800 метрів                | Найджел Амос (BWA) Африка                                                                 | 1:44.88    | Мохаммед Аман (ETH) Африка                                                                      | 1:45.34  | Адам Кщот (POL) Європа                                                                   | 1:45.72     |
| 1500 метрів               | Аянлех Сулейман (DJI) Африка                                                              | 3:48.91    | Асбел Кіпроп (KEN) Африка                                                                       | 3:49.10  | Маєдін Мекіссі-Бенаббад (FRA) Європа                                                     | 3:49.53     |
| 3000 метрів               | Калеб Ндіку (KEN) Африка                                                                  | 7:52.64    | Хайле Ібрагімов (AZE) Європа                                                                    | 7:53.14  | Бернард Лагат (USA) Америка                                                              | 7:53.95     |
| 5000 метрів               | Ісая Коеч (KEN) Африка                                                                    | 13:26.86   | Зейн Робертсон (NZL) Азія-Океанія                                                               | 13:29.27 | Нгусе Амлосом (ERI) Африка                                                               | 13:31.31 PB |
| 110 метрів з бар'єрами    | Сергій Шубенков (RUS) Європа                                                              | 13.23      | Ронні Еш (USA) Америка                                                                          | 13.25    | Вільям Шермен (GBR) Європа                                                               | 13.25       |
| 400 метрів з бар'єрами    | Корнел Фредерікс (ZAF) Африка                                                             | 48.34      | Карім Гуссейн (CHE) Європа                                                                      | 48.48 PB | Хав'єр Кулсон (PUR) Америка                                                              | 48.88       |
| 3000 метрів з перешкодами | Джайрус Біреч (KEN) Африка                                                                | 8:13.18    | Еван Джагер (USA) Америка                                                                       | 8:14.08  | Абубакер Алі Камаль (QAT) Азія-Океанія                                                   | 8:17.27SB   |
| 4х100 метрів              | Америка Кім Коллінз (SKN) Майкл Роджерс (USA) Неста Картер (JAM) Річард Томпсон (TTO)     | 37.97      | Європа Джеймс Еллінгтон (GBR) Гаррі Айкінс-Айїтей (GBR) Річард Кілті (GBR) Крістоф Леметр (FRA) | 38.62    | Африка Марк Джелкс (NGR) Монзавус Едвардс (NGR) Обінна Мету (NGR) Ого-Огене Егверо (NGR) | 39.10       |
| 4х400 метрів              | Африка Боніфас Тумуті (KEN) Айзек Маквала (BWA) Севіор Комбе (ZAM) Вайде ван Нікерк (ZAF) | 3:00.02 PB | Європа Конрад Вільямс (GBR) Якуб Кшевіна (POL) Дональд Сенфорд (ISR) Мартін Руні (GBR)          | 3:00.10  | Америка Хав'єр Кулсон (PUR) Кріс Браун (BHS) Кім Коллінз (SKN) Лашон Меррітт (USA)       | 3:02.78     |
| Стрибки у висоту          | Богдан Бондаренко (UKR) Європа                                                            | 2.37       | Мутаз Есса Баршим (QAT) Азія-Океанія                                                            | 2.34     | Дерек Друен (CAN) Америка                                                                | 2.31        |
| Стрибки з жердиною        | Рено Лавіллені (FRA) Європа                                                               | 5.80       | Сюе Чанжуй (CHN) Азія-Океанія                                                                   | 5.65     | Марк Голліс (USA) Америка                                                                | 5.55        |
| Стрибки в довжину         | Ігнісіус Гайса (NED) Європа                                                               | 8.11       | Вілл Клей (USA) Америка                                                                         | 7.98     | Зарк Віссер (ZAF) Африка                                                                 | 7.96        |
| Потрійний стрибок         | Бенжамін Компаоре (FRA) Європа                                                            | 17.48 PB   | Ґодфрі Хотсо Макоена (ZAF) Африка                                                               | 17.35 NR | Вілл Клей (USA) Америка                                                                  | 17.21       |
| Штовхання ядра            | Давід Шторль (GER) Європа                                                                 | 21.55      | Одейн Річардс (JAM) Америка                                                                     | 21.10    | Джо Ковач (USA) Америка                                                                  | 20.87       |
| Метання диска             | Герд Кантер (EST) Європа                                                                  | 64.46      | Хорхе Фернандес (CUB) Америка                                                                   | 62.97    | Джейсон Морган (JAM) Америка                                                             | 62.70       |
| Метання молота            | Крістіан Парш (HUN) Європа                                                                | 78.99      | Мостафа Ель-Гамаль (EGY) Африка                                                                 | 78.89    | Павел Файдек (POL) Європа                                                                | 78.05       |
| Метання списа             | Іхаб Абдельрахман (EGY) Африка                                                            | 85.44      | Вітеслав Веселий (CZE) Європа                                                                   | 83.77    | Кешорн Волкотт (TTO) Америка                                                             | 83.52       |

### Жінки
| Дисципліни                | Золото | Золото     | Срібло                                                                                    | Срібло      | Бронза                                                                                          | Бронза   |
| ------------------------- | --- | ---------- | ----------------------------------------------------------------------------------------- | ----------- | ----------------------------------------------------------------------------------------------- | -------- |
| 100 метрів                | Вероніка Кемпбелл-Браун (JAM) Америка                                                                      | 11.08      | Мішель-Лі Ає (TTO) Америка                                                                | 11.25       | Дафне Схіперс (NED) Європа                                                                      | 11.26    |
| 200 метрів                | Дафне Схіперс (NED) Європа                                                                                 | 22.28      | Джоанна Аткінс (USA) Америка                                                              | 22.53       | Міріам Сумаре (FRA) Європа                                                                      | 22.58    |
| 400 метрів                | Франсена Маккорорі (USA) Америка                                                                           | 49.94      | Новлін Вільямс (JAM) Америка                                                              | 50.08       | Лібанія Гренот (ITA) Європа                                                                     | 50.60    |
| 800 метрів                | Юніс Сум (KEN) Африка                                                                                      | 1:58.21    | Аджей Вілсон (USA) Америка                                                                | 2:00.07     | Марина Арзамасова (BLR) Європа                                                                  | 2:00.31  |
| 1500 метрів               | Сіфан Гассан (NED) Європа                                                                                  | 4:05.99    | Шеннон Роубері (USA) Америка                                                              | 4:07.21     | Давіт Сеяум (ETH) Африка                                                                        | 4:07.61  |
| 3000 метрів               | Гензебе Дібаба (ETH) Африка                                                                                | 8:57.53    | Мераф Бахта (SWE) Європа                                                                  | 8:58.48     | Сьюзен Кейкен (NED) Європа                                                                      | 9:01.41  |
| 5000 метрів               | Алмаз Аяна (ETH) Африка                                                                                    | 15:33.32   | Джойс Чепкіруї (KEN) Африка                                                               | 15:58.31 PB | Джоанн Пейві (GBR) Європа                                                                       | 15:58.67 |
| 100 метрів з бар'єрами    | Доун Харпер-Нельсон (USA) Америка                                                                          | 12.47 CR   | Тіффані Портер (GBR) Європа                                                               | 12.51 NR    | Сінді Роледер (GER) Європа                                                                      | 13.02    |
| 400 мктрів з бар'єрами    | Каліс Спенсер (JAM) Америка                                                                                | 53.81      | Ейлід Чайлд (GBR) Європа                                                                  | 54.42       | Олувакені Адекоя (BHR) Азія-Океанія                                                             | 54.70    |
| 3000 метрів з перешкодами | Емма Коберн (USA) Америка                                                                                  | 9:50.67    | Хівот Аялев (ETH) Африка                                                                  | 9:51.59     | Рут Джебет (BHR) Азія-Океанія                                                                   | 9:55.24  |
| 4х100 метрів              | Америка Тіанна Медісон (USA) Мішель-Лі Ає (TTO) Саманта Генрі-Робінсон (JAM) Вероніка Кемпбелл-Браун (JAM) | 42.44      | Європа Аша Філіп (GBR) Ешлі Нельсон (GBR) Аніка Онуора (GBR) Дезіре Генрі (GBR)           | 42.98       | Азія-Океанія Юкі Міядзава (JPN) Мідзукі Накамура (JPN) Томока Цутіхасі (JPN) Юкі Дзімбо (JPN)   | 45.40    |
| 4х400 метрів              | Америка Крістін Дей (JAM) Франсена Маккорорі (USA) Стефані-Енн Макферсон (JAM) Новлін Вільямс (JAM)        | 3:20.93 WL | Європа Індіра Терреро (ESP) Малгожата Голуб (POL) Ольга Земляк (UKR) Лібанія Гренот (ITA) | 3:24.12     | Африка Пейшенс Окон Джордж (NGR) Фолашаде Абуган (NGR) Ада Бенджамін (NGR) Кабанге Мупопо (ZAM) | 3:25.51  |
| Стрибки у висоту          | Марія Кучина (RUS) Європа                                                                                  | 1.99       | Шанте Лоу (USA) Америка                                                                   | 1.97 SB     | Ана Шиміч (HRV) Європа                                                                          | 1.95     |
| Стрибки з жердиною        | Лі Лін (CHN) Азія-Океанія                                                                                  | 4.55       | Ангеліна Жук-Краснова (RUS) Європа                                                        | 4.45        | Ліза Рижих (GER) Європа                                                                         | 4.30     |
| Стрибки в довжину         | Елуаз Лезюр (FRA) Європа                                                                                   | 6.66       | Івана Шпанович (SRB) Європа                                                               | 6.56        | Тіанна Медісон (USA) Америка                                                                    | 6.45     |
| Потрійний стрибок         | Катерін Ібаргуен (COL) Америка                                                                             | 14.52      | Катерина Конєва (RUS) Європа                                                              | 14.27       | Ольга Саладуха (UKR) Європа                                                                     | 14.26    |
| Штовхання ядра            | Крістіна Шваніц (GER) Європа                                                                               | 20.02      | Мішель Картер (USA) Америка                                                               | 19.84 SB    | Ґун Ліцзяо (CHN) Європа                                                                         | 19.23    |
| Метання диска             | Джия Льюїс Смоллвуд (USA) Америка                                                                          | 64.55      | Дені Семюелс (AUS) Азія-Океанія                                                           | 64.39       | Сандра Перкович (HRV) Європа                                                                    | 62.08    |
| Метання молота            | Аніта Влодарчик (POL) Європа                                                                               | 75.21      | Аманда Бінгсон (USA) Америка                                                              | 72.38       | Мартіна Грашнова (SVK) Європа                                                                   | 70.47    |
| Метання списа             | Барбора Шпотакова (CZE) Європа                                                                             | 65.52      | Сунетт Вільюн (ZAF) Африка                                                                | 63.76       | Елізабет Глідл (CAN) Америка                                                                    | 61.38    |